# Целовечерњи д Кид
Целовечерњи д Кид је други студијски албум певача и кантаутора Ђорђа Балашевића. Албум је продуцирао Јосип Бочек.
Албум је остао запамћен по песмама „Блуз мутне воде”, „Никад као Бане”, и баладама „Неко то од горе види све” и „Свирајте ми Јесен стиже, дуњо моја”, која се односи на фолк песму са називом „Јесен стиже дуњо моја”.

## Песме
Све песме је написао Ђорђе Балашевић.
1. Целовечерњи д Кид – 3:19
2. Ви сте један обичан миш – 3:36
3. Црни лабуд – 3:40
4. Блуз мутне воде – 3:59
5. Свирајте ми „Јесен стиже, дуњо моја” – 5:21
6. – 3:21
7. Медена времена – 3:41
8. Луњо – 4:01
9. Никад као Бане – 4:38
10. Неко то од горе види све – 4:32

## Наслеђе
Свирајте ми „Јесен стиже, дуњо моја” је сврстана на 53. место листе 100 најбољих балада.